# Reinwardts trogon
Reinwardts trogon (Apalharpactes reinwardtii) is een vogel uit de familie trogons (Trogonidae). Het is een kwetsbare, endemische vogelsoort op het Indonesische eiland Java. Deze vogel is genoemd naar de Duits/Nederlandse natuuronderzoeker Caspar Georg Carl Reinwardt. 

## Kenmerken
De vogel is 34 cm lang. Het is een opvallende, groen en geel gekleurde soort  trogon. Van boven is de vogel geheel groen, behalve de bovenkant van de staart, die is metaalkleurig blauw. Van onder is de vogel geel gekleurd, met een groene band over de borst. De snavel is rood en de naakte huid rond het oog is blauw gekleurd. Op de onderbuik zitten aan weerskanten oranje vlekken. De vogel lijkt sterk op Macklots trogon, maar die is kleiner en heeft geen groene stuit.

## Verspreiding en leefgebied
Deze soort is endemisch op Java in natuurlijke bossen op berghellingen. Het voedsel bestaat voornamelijk uit ongewervelde dieren, die vaak vliegend worden verschalkt. Bessen en vruchten behoren echter ook tot het menu.

## Status
Reinwardts trogon heeft een beperkt verspreidingsgebied en daardoor is de kans op uitsterven aanwezig. De grootte van de populatie werd in 2013 door BirdLife International geschat op 2500 tot 10.000 volwassen individuen. Dit was meer dan aanvankelijk gedacht, daarom staat de soort niet meer als bedreigd op de   Rode Lijst van de IUCN. Echter, de populatie-aantallen nemen wel af door habitatverlies. Het leefgebied wordt versnipperd door uitbreiding van het agrarisch gebruik en andere menselijke activiteiten zoals de aanleg van vakantieparken. Vangst voor de kooivogelhandel vindt ook plaats. Om deze redenen staat deze soort als kwetsbaar op de rode lijst.